# Louis van Dijk
Arnold Ludwig (Louis) van Dijk (Amsterdam, 27 november 1941 – Laren, 12 april 2020) was een van Nederlands bekendste pianisten met een ruim vijftigjarige carrière op het gebied van de jazz- en klassieke muziek.

## Biografie
Na studies bij onder anderen Piet van Egmond ging Van Dijk in 1959 naar het Amsterdams Conservatorium. Hij studeerde er piano bij Jaap Callenbach en bijvak orgel bij Simon C. Jansen. Reeds in 1961 won hij het Jazzconcours in Loosdrecht.
In 1964 studeerde hij cum laude af in klassieke piano. Hij ontwikkelde zich echter als jazzpianist, met Oscar Peterson, Bill Evans en Bud Powell als zijn grote voorbeelden. Van Dijk werkte jarenlang samen met Ramses Shaffy en Liesbeth List in het ensemble Shaffy Chantant. In latere jaren trad hij vaak op met Pim Jacobs en Pieter van Vollenhoven onder de naam Gevleugelde Vrienden. Met de opbrengst van die concerten werd het Fonds Slachtofferhulp gefinancierd.
Hij produceerde vele platen als het trio/quintet/quartet Louis van Dijk, en in samenwerking met Daniël Wayenberg, Rogier van Otterloo, Thijs van Leer, Toots Thielemans, Pim Jacobs, Pieter van Vollenhoven, trio Pim Jacobs en Rita Reys, Jody Pijper, Dick Bakker en het Rosenberg Trio.
Later stond Van Dijk op het podium met Cor Bakker en vele anderen. Hij kreeg vier Edisons en zijn opnamen werden onderscheiden met negentien gouden en drie platina platen. Van Dijk was ridder in de Orde van de Nederlandse Leeuw.
Op 28 november 2014 ontving hij in het conservatorium van Amsterdam de aan hem opgedragen Louis van Dijk Award, een jaarlijkse award bestemd voor talentvolle jazzcomponisten.
Nadat hij in 2011 al geopereerd was aan slokdarmkanker, werd bij hem in augustus 2017 de ziekte van Alzheimer vastgesteld. Na een loopbaan van 56 jaar sloot hij in september 2018 op het Loosdrecht Jazzfestival definitief zijn carrière af. De opbrengst ging naar het Alzheimer fonds. Enkele maanden later verhuisde hij naar het Rosa Spier Huis in Laren. Op 12 april 2020 overleed hij aldaar. Hij werd begraven op begraafplaats Zorgvlied in Amsterdam.

## Privé
Hij is de vader van televisie-presentatrice Selma van Dijk en een broer van musicus en componist Rob van Dijk.

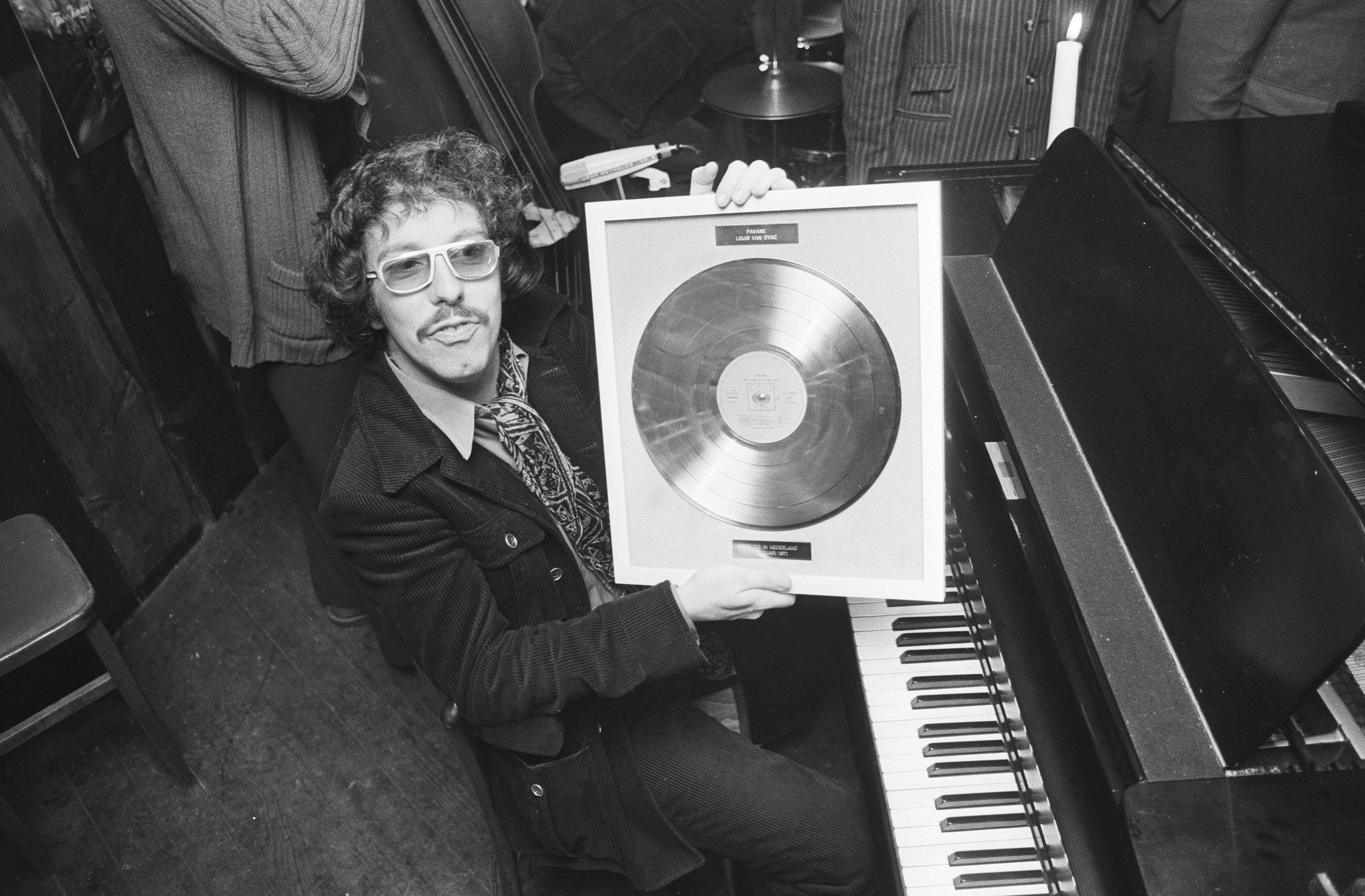
Van Dijk met gouden elpee (1971)

## Discografie

### Albums solo/trio
- 1964: The Louis van Dyke Trio/Quartet
- 1966: We'll Stick Together
- 1967: Blue Burton (met Ann Burton)
- 1968: When A Man Loves A Woman (hoogste positie in LP top 50: #24)
- 1968: Shaffy Cantate (met Ramses Shaffy en Liesbeth List)
- 1969: Ballads & Burton (met Ann Burton)
- 1969: The best of Louis van Dyke (heruitgave van When A Man Loves A Woman voor boekenclub Boek en Plaat)
- 1969: What Now, My Love (heruitgave van We'll Stick Together)
- 1969: Pavane (hoogste positie in LP top 50: #17)
- 1970: Louis van Dyke plays Lennon-McCartney
- 1970: Waar blijft U met Uw wonderen. 14 Psalmen en Gezangen
- 1970: The Windmills Of Your Mind (heruitgave van Pavane voor boekenclub Boek en Plaat)
- 1971: Back to Back (met Kwartet Pim Jacobs)
- 1971: The Best of The Louis van Dyke Trio
- 1971: Mariposa (hoogste positie in LP top 50: #11)
- 1972: A Whiter Shade Of Pale (heruitgave van When A Man Loves A Woman)
- 1972: Bluesette (heruitgave van The Louis van Dyke Trio/Quartet)
- 1972: The Best of Burt Bacharach (met Rita Reys, Wim Overgaauw en Chris Hinze)
- 1972: De beste van de Edison winnaars. Louis van Dyke, Rita Reys, Rogier van Otterloo, Chris Hinze, Wim Overgaauw, Thijs van Leer, Ann Burton
- 1973: Metamorphose (met Thijs van Leer, Rogier van Otterloo en Chris Hinze)
- 1973: Louis van Dyke Collection
- 1973: Turks Fruit (met Rogier van Otterloo; hoogste positie in LP top 50: #7)
- 1973: Telepathy (met Rogier van Otterloo; hoogste positie in LP top 50: #4)
- 1974: Sketches on Bach (met Chris Hinze en Jan Goudswaard; hoogste positie in LP top 50: #4)
- 1974: De beste van Louis van Dijk (hoogste positie in LP top 50: #34)
- 1975: Triologie (hoogste positie in LP top 50: #16)
- 1976: Variations on Bach (met Chris Hinze en Jan Goudswaard)
- 1976: Musica per la Notte di Natale (met Rogier van Otterloo en Thijs van Leer; hoogste positie in LP top 50: #11)
- 1977: Concerto (met Rogier van Otterloo; hoogste positie in LP top 50: #21)
- 1977: Back to Bach. The best of the Bach recordings (met Chris Hinze)
- 1979: The Louis van Dyke Collection 2
- 1980: Nightwings
- 1980: Collage
- 1980: 31 mei 1980 Concertgebouw Amsterdam (met Daniël Wayenberg)
- 1980: Geluckig is het land. Geliefde vaderlandsche melodieën (met Rogier van Otterloo en Thijs van Leer)
- 1982: Toots & Louis (met Toots Thielemans)
- 1982: Aquarelles
- 1982: Mirror of Dreams (met Chris Hinze)
- 1984: It's A Lovely Way To Spend An Evening (met Pim Jacobs)
- 1984: Strike Up The Band (met Daniël Wayenberg)
- 1985: Depressions
- 1985: Live at the Concertgebouw (met Rita Reys en Trio Pim Jacobs)
- 1986: Fingers Unlimited (met Pim Jacobs)
- 1986: Daniel Wayenberg, Louis van Dijk & Toots Thielemans
- 1987: Two For Tea (met Rita Reys)
- 1987: Shangri-La
- 1987: Depressions II (met Jody Pijper)
- 1987: Live in Amsterdam (met Daniel Wayenberg)
- 1988: Piano After Midnight (met Pim Jacobs en Rick van der Linden)
- 1988: Musica di gloria - vol 1 (met Dick Bakker Orchestra)
- 1988: Musica di gloria - vol 2 (met Dick Bakker Orchestra)
- 1990: Face To Face (met Pim Jacobs)
- 1991: Mozart/Van Dijk - Van Dijk/Mozart (met The London Studio Orchestra)
- 1991: Pim Jacobs & Louis van Dijk Play The Beatles (met Pim Jacobs)
- 1991: Pim Jacobs & Louis van Dijk Play Love Songs (met Pim Jacobs)
- 1991: Pim Jacobs & Louis van Dijk Play Cole Porter (met Pim Jacobs)
- 1991: Pim Jacobs & Louis van Dijk Play Gershwin (met Pim Jacobs)
- 1992: Rhapsody in blue (met Hans Oudenaarden)
- 1993: Only Love(met The London Studio Orchestra)
- 1995: Easy Listening (met The London Studio Orchestra)
- 1995: Zolang je zingt leef je deel 1
- 1995: Zolang je zingt leef je deel 2
- 1996: La solitudine (met The London Studio Orchestra)
- 1997: Fond memories of Frank Rosolino (met het Metropole Orkest)
- 1997: Merry melodies
- 1997: 200 Jaar Schubert
- 2000: A Portrait In Music
- 2000: Meesters van de sfeermuziek
- 2000: Pim Jacobs and Louis van Dijk Play The Beatles & Lovesongs (met Pim Jacobs)
- 2000: Pim Jacobs and Louis van Dijk Play Gershwin & Porter (met Pim Jacobs)
- 2001: Jubilee
- 2001: Op vleugels (met Rob van Dijk)
- 2001: Zolang je zingt leef je
- 2002: Van Brubeck tot Bannink (met Selma van Dijk)
- 2002: Windmills of your mind (met Cor Bakker)
- 2003: Live (met het Rosenberg Trio)
- 2003: Moonlight in Vermont
- 2005: Ballads In Blue
- 2006: Mostly Mozart (met Edwin Corzilius, Frits Landesbergen en Het Baileo String Ensemble)
- 2006: September (met Cees Hamelink)
- 2007: The Summer Knows
- 2007: C'est la vie. Zo is het leven (met Philippe Elan en Cor Bakker)

### Albums Gevleugelde Vrienden
- 1987: De mooiste Gershwin melodieën
- 1989: The Gershwin Years
- 1989: Op tournee
- 1990: Just The Way We Are
- 1992: History Of The Musical
- 1993: 5 Jaar Gevleugelde Vrienden
- 1995: 50 Jaar Bevrijding
- 1996: Tin Pan Alley

### Singles
- 1961: Loosdrecht Jazz Concours
- 1964: Bluesette/Blues for Robin-Mark
- 1965: Crash/Danny Boy
- 1966: Catootje/Shaffy-Cantate
- 1966: What now, my love/Tremelo for three
- 1969: A whiter shade of pale/With a little help from my friends

## Edisons
- 1965: The Louis van Dyke Trio/Quartet
- 1983: Mirror of Dreams (met Chris Hinze)
- 1988: Two For Tea (met Rita Reys)
- 1989: Musica di gloria (met Dick Bakker Orchestra)